# خليفة بن سلمان بن حمد آل خليفة
الأمير خليفة بن سلمان آل خليفة (24 نوفمبر 1935 - 11 نوفمبر 2020) رئيس وزراء مملكة البحرين السابق خلال الفترة 15 أغسطس 1971 حتى وفاته في 11 نوفمبر 2020  وهو عم الملك حمد بن عيسى آل خليفة ملك البحرين والشقيق الأصغر للشيخ عيسى بن سلمان آل خليفة أمير البحرين السابق.

## حياته
ولد الأمير خليفة بن سلمان آل خليفة في يوم الأحد الموافق 24 نوفمبر 1935 بعد عامين وبضعة أشهر من مولد أخيه الشيخ عيسى بن سلمان آل خليفة. ونشأ الشقيقان معا في رعاية والدهما الشيخ سلمان بن حمد آل خليفة حاكم البحرين (1942 - 1961) وقد عمد والدهما إلى إعدادهما منذ نعومة أظفارهما للاضطلاع بالمسؤولية فبدأ بتعليمهما القرآن الكريم على يد واحد من أشهر المشايخ في البحرين في ذلك الوقت ولم يكد خليفة يبلغ السابعة من عمره حتى أصدر الوالد أوامره بأن ينتظم مع أخيه في حضور مجلسه وهناك بدأ الاطلاع على مشاكل المواطنين وما يشغل اهتمامهم وعلى السياسة التي ينتهجها والده في إدارة شؤون الحكم وهناك أيضا تعلما مبادئ حسن الاستماع وإكرام الضيف واحترام الكبير وغير ذلك من أسس الخلق القويم ولم تمضِ سوى فترة قصيرة حتى بدأ تعليمهما النظامي حيث عيّن والدهما مجموعة من أكفأ معلمي ذلك الوقت ليقوموا بتعليمهما المواد الأساسية وذلك قبل التحاقهما بإحدى المدارس التابعة للحكومة. وفي عام 1957 ابتُعث للدراسة في بريطانيا.

## المهام والمسؤوليات
بدأ الشيخ خليفة حياته العملية بالعمل في ديوان والده الشيخ سلمان بن حمد آل خليفة حاكم البحرين آنذاك حيث كان مُساعدًا في الديوان يعهد إليه العديد من المهمات من قبل الحاكم مباشرة وكان معظمها يتركز في أمور المواطنين وخاصة الجوانب الاجتماعية حيث كان يتابع توجيهات الحاكم في حل مشاكل المواطنين كما كان الحاكم يعهد إليه بعض المهمات المحدودة ذات الطابع الاقتصادي.
في 1 سبتمبر 1954 عُين الشيخ خليفة عضواً ضمن لجنة الإيجارات التي شكلها والده الشيخ سلمان بن حمد آل خليفة حاكم البحرين آنذاك لدراسة مشكلة الإيجارات التي طرأت آنذاك ضمن مجموعة مشكلات اجتماعية واقتصادية تمخضت عن آثار الحرب العالمية الثانية على البحرين. وكانت تلك المشكلة، مؤثرة على شريحة كبيرة من المجتمع البحريني وبالتالي فقد أتاحت للشيخ خليفة دائرة واسعة ليتحرك خلالها مبديا قدرا كبيرا من الحنكة والدراية والمثابرة وهكذا فقد امتلك الشيخ خليفة بن سلمان المفتاح الحقيقي، للمشاركة في صناعة الحاضر والمستقبل البحريني.
كان النهوض بالمستوى التعليمي وتطوير قطاعاته هدفا مركزيا ورئيسا من أهداف المشروع التنموي لسلمان بن حمد وبالتالي فقد عبر عن ثقة عالية بقدرات وكفاءة نجله الشيخ خليفة حين عينه عضواً في مجلس المعارف الذي شكله في 22 مارس 1956 وأوكل إليه مهمة النهوض بقطاع التعليم وتطويره وكانت هذه المهمة متوافقة تماما مع حماس عميق كان الشيخ خليفة يبديه تجاه ضرورة تطوير الحركة التعليمية في البلاد وفي الحقيقة فقد كانت الحركة التعليمية البحرينية تحتل موقعا رياديا على مستوى الخليج العربي والمنطقة ولكن رؤية خليفة كانت تصدر عن قناعة بأن النهضة التعليمية هي الركن الأساس لأي مشروع نهضوي شامل وهكذا فقد بادر لإنجاز رؤيته ولكن بأسلوب ربما بدا مختلفا آنذاك فبعد دراسة شاملة ودقيقة لواقع الحركة التعليمية في البحرين قام بزيارة إلى بريطانيا استمرت حوالي ستة أشهر عاد منها بمنظومة متكاملة من الأفكار الجديدة والبرامج التطبيقية والأساليب الحديثة التي تهدف بمجموعها لتنفيذ النهضة التعليمية المطلوبة على أسس ركينة.
في 13 يناير 1957 تولى الشيخ خليفة مسؤولية مجلس المعارف رئيسا لهذا المجلس وفي هذا الموقع التنفيذي المتقدم استطاع رسم سياسة تعليمية متكاملة أثمر تطبيقها إنجازات في قطاع التعليم المدرسي والعالي وما انعكس على المؤسسات التعليمية ومخرجاتها والمستفيدين منها من الأجيال التي ساهمت أيضا بدورها في تدعيم هذه المكتسبات وإثرائها.
انتقل اهتمام الشيخ خليفة المباشر بعد ذلك إلى قطاع الكهرباء عضوا في لجنة الكهرباء التي شكلها الشيخ سلمان بن حمد آل خليفة حاكم البحرين آنذاك في 30 ديسمبر 1957 وكانت مهمة هذه اللجنة وضع السياسة الخدمية المناسبة لإيصال شبكة الكهرباء إلى مختلف أنحاء البلاد.
مع مرور الوقت تزايد شيئا فشيئا عدد وحجم المسؤوليات التي كان يكلف بها الشيخ خليفة فإلى جانب عمله كرئيس لمجلس المعارف وعضوا في لجنة الكهرباء ولجنة الإيجارات وغيرها من المسؤوليات الأخرى وكما أصدر الشيخ سلمان بن حمد آل خليفة حاكم البحرين آنذاك في 11 نوفمبر 1958 مرسوماً بتعيينه عضواً في اللجنة المكلفة ببحث شؤون موظفي الحكومة وشارك في دراسة قضية إدارية برزت آنذاك وحلها وهي قضية موظفي الدولة وكوادرهم الوظيفية وقد شكلت لهذه الغاية لجنة أوكلت إليها مهمة تنظيم شؤون موظفي الحكومة.
كان منصب سكرتير حكومة البحرين في ذلك الوقت من أهم المناصب وكان اختيار شخص للقيام بأعمال السكرتير البريطاني الجنسية أثناء غيابه خارج البحرين مسألة دقيقة وصعبة فالحاكم لا يقر المجاملة على حساب المصلحة العامة حتى لو تعلق الأمر بأبنائه والسكرتير كان نموذجا لما يوصف به البريطانيون من أنهم يتركون العواطف والمجاملات في البيت عندما يخرجون للعمل ورغم حداثة سنه وكثرة مسؤولياته حاز خليفة على ثقة الاثنين فكُلِّف بالقيام بأعمال سكرتير الحكومة لأول مرة في أغسطس 1958 وللمرة الثانية في أغسطس 1960 ثم للمرة الثالثة في يوليو 1964.
في 16 نوفمبر 1960 جاء تعيين الشيخ خليفة رئيساً لمالية الحكومة. من خلال رئاسته لمالية الحكومة استطاع التأثير عميقا في مسيرة التنمية البحرينية ووضع الأسس المتينة التي قامت عليها نهضة البحرين الاقتصادية والمالية وكان هذا المنصب خاتمة المناصب التي تولاها الشيخ خليفة في عهد والده الشيخ سلمان بن حمد آل خليفة.
أنشئ مجلس الري كواحد من المجالس المتخصصة بهدف وضع السياسة المائية للبلاد والمحافظة على الماء باعتباره ثروة قومية إضافة إلى منح التصاريح الخاصة بحفر الآبار الارتوازية في مختلف أنحاء البلاد.
شهدت البحرين تأسيس أول مجلس بلدي قبيل 1920 مما يجعلها الأولى خليجيا والثالثة عربيا في هذا المجال وبغض النظر عن الدور الذي كانت تقوم به البلدية من توفير الكهرباء والماء وتمهيد الطرق وإنشاء الحدائق وجمع القمامة بل وتقديم خدمات صحية للمواطنين فقد تم تطبيق أسلوب الانتخابات الحرة المباشرة في تشكيل المجلس وكان منصب رئيس البلدية من أرفع المناصب في ذلك الوقت وقد تولاه الشيخ خليفة سنة 1962 خلفاً لشقيقه الأكبر الشيخ عيسى عندما تسلم مقاليد الحكم في البلاد وظل الشيخ خليفة رئيساً لبلدية المنامة حتى تولى رئاسة المجلس الإداري 1966 وقد شهد مقر البلدية خلال هذه الفترة والأعوام التي تلتها العديد من الأحداث الهامة التي تعتبر علامات بارزة في تاريخ البحرين.
أبدى الشيخ سلمان بن حمد آل خليفة حاكم البحرين السابق اهتمامات أكيدة بإصدار عملة وطنية بحرينية وهذا ما حققه الشيخ خليفة من خلال رئاسته لمجلس النقد الذي تشكل في 9 ديسمبر 1964.
في 9 أغسطس 1965  عُيَّن رئيساً لمجلس استئناف قضايا الهجرة والإقامة للأجانب حيث كانت مهام هذا المجلس تتلخص في الموافقة على إصدار التصاريح للأجانب لدخول البحرين وإصدار تصاريح الإقامة لهم هذا بالإضافة إلى وضع السياسة العامة للدولة بهذا الخصوص والإشراف على تنفيذ قانون الأجانب للهجرة والإقامة عمومًا.
في 2 مايو 1966  عُيَّن رئيساً للمجلس الإداري وحقق الإنجازات التالية: تجذير النمط المؤسسي للأجهزة الحكومية، تعزيز الكوادر الوظيفية، وإنجاز مجموعة متكاملة من الأنظمة والقوانين التي كفلت ما تم الوصول إليه من إصلاحات إدارية. في 19 يناير 1970 صدر مرسوماً بإنشاء مجلس الدولة حيث  عُيَّن رئيساً لمجلس الدولة في نفس اليوم ويعتبر هذا المجلس الشكل المتقدم والأكثر نضوجاً للمجلس الإداري وألغي المجلس بعد أستقلال البحرين في 15 أغسطس 1971 حيث حل محله مجلس الوزراء

## رئاسة الوزراء
في يوم الأحد 15 أغسطس 1971 وبعد ساعات من التوقيع على وثيقة إنهاء المعاهدة الخاصة التي كانت قائمة بين البحرين والمملكة المتحدة وإعلان استقلال البحرين أصدر الشيخ عيسى بن سلمان آل خليفة حاكم البحرين آنذاك مرسوماً بشأن إعادة التنظيم السياسي والإداري للبلاد ووفقاً لهذا المرسوم فقد تم تغيير مسمى إمارة البحرين وتوابعها إلى دولة البحرين وكذلك تم تغير مسمى حاكم البحرين وتوابعها إلى أمير دولة البحرين وتبع ذلك صدور مرسوماً آخر بإعادة التنظيم الإداري للدولة حيث تم تغيير مسمى مجلس الدولة إلى مجلس الوزراء ورئيس مجلس الدولة إلى رئيس مجلس الوزراء ورؤساء الدوائر إلى وزراء وأصبح بذلك الشيخ خليفة بن سلمان رئيساً لمجلس الوزراء وترأس الأمير خليفة بن سلمان بصفته رئيس مجلس الوزراء 10 حكومات متتالية منذ 15 أغسطس 1971 وحتى وفاته في 11 نوفمبر 2020

### قائمة الحكومات التي ترأسها
|    | الحكومة           | بداية الفترة   | نهاية الفترة   |
| -- | ----------------- | -------------- | -------------- |
| 1  | مجلس الوزراء 1971 | 15 أغسطس 1971  | 11 ديسمبر 1973 |
| 2  | مجلس الوزراء 1973 | 15 ديسمبر 1973 | 24 أغسطس 1975  |
| 3  | مجلس الوزراء 1975 | 25 أغسطس 1975  | 25 يونيو 1995  |
| 4  | مجلس الوزراء 1995 | 26 يونيو 1995  | 30 مايو 1999   |
| 5  | مجلس الوزراء 1999 | 31 مايو 1999   | 10 نوفمبر 2002 |
| 6  | مجلس الوزراء 2002 | 11 نوفمبر 2002 | 10 ديسمبر 2006 |
| 7  | مجلس الوزراء 2006 | 11 ديسمبر 2006 | 31 أكتوبر 2010 |
| 8  | مجلس الوزراء 2010 | 2 نوفمبر 2010  | 30 نوفمبر 2014 |
| 9  | مجلس الوزراء 2014 | 6 ديسمبر 2014  | 2 ديسمبر 2018  |
| 10 | مجلس الوزراء 2018 | 4 ديسمبر 2018  | 21 نوفمبر 2022 |

### مجالس ترأسها بحكم منصبه كرئيس لمجلس الوزراء
تم تشكيل مجلس الدفاع الأعلى برئاسة رئيس مجلس الوزراء في 8 ديسمبر 1973 ويضم المجلس في عضويته كلا من القائد العام لقوة دفاع البحرين وزير الخارجية ووزير الداخلية ورئيس الحرس الوطني ووزير الدفاع ووزير المالية والاقتصاد الوطني ووزير شؤون مجلس الوزراء ووزير الإعلام ورئيس هيئة الأركان ويتولى المجلس مسؤوليات الشؤون العليا للدفاع والمحافظة على سلامة الوطن. وفي سنة 2003 أصدر الملك حمد بن عيسى آل خليفة ملك البحرين أمر ملكي بتشكيل مجلس الدفاع الأعلى ووفقاً للأمر الملكي أصبح الملك رئيسا للمجلس الأعلى للدفاع.
تم تأسيس المجلس الأعلى للنفط في نوفمبر 1980 بوضع السياسات النفطية العامة بما يضمن المحافظة على الثروة النفطية وتطوير تحديث استغلالها والإشراف على ما يتم إنشاؤه من مؤسسات نفطية وتنمية الصناعات المرتبطة بالنفط ويترأس خليفة المجلس الذي يضم في عضويته وزراء الخارجية والنفط والصناعة والمالية والاقتصاد الوطني والأشغال والزراعة.
أنشئ ديوان الخدمة المدنية في أبريل 1982 وتتلخص مهام هذا المجلس في وضع السياسات الخاصة بالتوظيف وتحديد حاجة الجهاز الحكومي من القوى العاملة كما تشمل هذه المهام وضع البرامج الضرورية لرفع مستوى الكفاءة والإنتاجية بين العاملين في الحكومة تساهم في ملكيتها ويترأس الشيخ خليفة المجلس الذي يضم في عضويته وزير النفط ووزير شؤون رئاسة مجلس الوزراء بالإضافة إلى وزراء الإعلام والتربية والتعليم والصحة والمالية والاقتصاد الوطني والعمل والشؤون الاجتماعية.
تم تشكيل المجلس الأعلى للتنمية الاقتصادية برئاسة رئيس مجلس الوزراء في 2 يونيو 2000 ويضم المجلس في عضويته كلا من ولي العهد القائد العام لقوة دفاع البحرين وزير الخارجية ووزير المواصلات ووزير المالية والاقتصاد الوطني ووزير شؤون مجلس الوزراء ووزير الإسكان والزراعة ووزير النفط ووزير التجارة والصناعة وعددا من الشخصيات الاقتصادية في البلاد ويتولى المجلس مسؤوليات التخطيط وتفعيل الشؤون الاقتصادية في البحرين، وفي سنة 2002 أصبحت رئاسة المجلس لولي العهد بدلاً من رئيس مجلس الوزراء.

## لقب الأمير
أدار خليفة بن سلمان سدة الاقتصاد والتنمية الشاملة وأرسى قواعد التنمية البشرية والحضرية تحقيقا لصالح الوطن والمواطنين والارتقاء بجوانب الحياة في مملكة البحرين، تكريما له وبسبب توالي الاحتفاءات الدولية التي يحظى بها من قبل المنظمات العالمية والدولية تم في 21 أكتوبر 2009 منحه لقب «صاحب السمو الملكي الأمير» من قبل جلالة الملك حمد بن عيسى آل خليفة ليشهد على هذه المكانة الكبيرة التي تبوأها في الأوساط العالمية.

## الأوسمة التي حصل عليها
| - وسام الرافدين من الدرجة الأولى من العراق 1957 - وسام الأرز من الدرجة الأولى لبنان مارس 1958 - وشاح قائد من الدرجة الأولى من وسام داينبرج الدنمارك 1960 - وسام القلادة الخليفية وهو أعلى وسام استحقاق في الدولة من أمير دولة البحرين الشيخ عيسى بن سلمان آل خليفة 19 ديسمبر 1976 - وسام الشيخ عيسى بن سلمان آل خليفة من الدرجة الأولى من الملك حمد بن عيسى آل خليفة 4 أكتوبر 1999 - وسام النهضة المرصع عالي الشأن من ملك الأردن 30 يناير 1999 - وسام القائد الأعلى للدفاع عن الإقليم من ملك مملكة ماليزيا 30 يناير 2001 - درجة الدكتوراه الفخرية في العلوم السياسية بالجامعة الإسلامية العالمية بماليزيا 31 يناير 2001 | - وسام سكوتنا من رئيسة الفلبين السيدة غلوريا ماكاباغال أرويو 16 نوفمبر 2001 - الزمالة الفخرية للكلية الملكية للجراحين الأيرلنديين أكتوبر 2003 - وسام الفارس ذي الدرجة الأعلى من مملكة تايلاند 4 ديسمبر 2003 - وسام جوقة الشرق الرفيع من رئيس جمهورية فرنسا 21 فبراير 2004 - الدكتوراه الفخرية من جامعة انديرا غاندي بالهند فبراير 2004 - الحملة الكبرى للوسام العلوي من ملك المغرب 23 مارس 2004 - منح رئيس وزراء البحرين أعلى وسام فلبيني 4 يناير 2007 - منح قلادة الملك عبد العزيز أعلى وسام سعودي 11 إبريل 2009 |

## العائلة

### الأبناء
- الشيخ محمد بن خليفة آل خليفة (مواليد 1951) - توفي في 14 يونيو 1974.
- الشيخ علي بن خليفة آل خليفة (مواليد 15 فبراير 1955) مستشار سمو ولي العهد رئيس مجلس الوزراء.
- الشيخ سلمان بن خليفة آل خليفة - شغل سابقاً منصب مستشار رئيس الوزراء.
- الشيخة لولوة بنت خليفة آل خليفة.

## مرضه ووفاته
في 13 أكتوبر 2019 أدخل الأمير خليفة بن سلمان المستشفى لإجراء فحوصات طبية بعد تعرضه لوعكة صحية  وغادر البحرين في 21 نوفمبر 2019 في رحلة علاجية وعاد إلى البحرين في 20 مارس 2020.
في 15 أغسطس 2020 غادر الأمير خليفة بن سلمان البحرين متوجهاً إلى الخارج في زيارة خاصة  وأجرى الأمير خليفة خلال الزيارة فحوصات طبية بتاريخ 18 أغسطس 2020  وتوفي الأمير خليفة بن سلمان يوم الأربعاء 11 نوفمبر 2020 الموافق 25 ربيع الأول 1442 للهجرة، في مستشفى مايو كلينك في الولايات المتحدة، عن عمر ناهز 84 عامًا وأمر الملك حمد بن عيسى آل خليفة ملك البحرين بإعلان الحداد وتنكيس الأعلام لمدة أسبوع وتعطيل وزارات ومؤسسات الدولة لمدة يوم واحد وأصدر الملك حمد بن عيسى آل خليفة ملك البحرين في نفس اليوم أمر ملكي بتعين الأمير سلمان بن حمد ال خليفة ولي العهد رئيساً لمجلس الوزراء بعد شغور المنصب بوفاة الأمير خليفة بن سلمان.
وصل جثمانه إلى البحرين مساء يوم الخميس 12 نوفمبر 2020 حيث كان الملك حمد بن عيسى ال خليفة ملك البحرين والأمير سلمان بن حمد ال خليفة ولي العهد رئيس مجلس الوزراء وكبار أفراد العائلة الحاكمة في استقبال جثمانه لدى وصوله بقاعدة الصخير الجوية.
أقيمت صلاة الجنازة على الأمير خليفة بن سلمان صباح يوم الجمعة 13 نوفمبر 2020 في جامع الشيخ عيسى بن سلمان في مدينة الرفاع بإمامة الشيخ راشد محمد الهاجري رئيس مجلس الأوقاف السنية وشارك في أداء الصلاة الملك حمد بن عيسى ال خليفة ملك البحرين والأمير سلمان بن حمد ال خليفة ولي العهد رئيس مجلس الوزراء وكبار أفراد العائلة الحاكمة وأبناء وأحفاد الأمير خليفة بن سلمان وأقيمت بعدها مراسم التشيع والدفن بمقبرة الحنينية في مدينة الرفاع.
زار مملكة البحرين عدد من الوفود الرسمية من دول الخليج والدول العربية حيث قدموا التعازي إلى الأمير سلمان بن حمد آل خليفة ولي العهد رئيس مجلس الوزراء وأبناء وأحفاد الأمير خليفة بن سلمان.

## أماكن سميت باسمه
| - مدينة خليفة - شارع الشيخ خليفة بن سلمان - ميناء خليفة بن سلمان - منتزه الأمير خليفة بن سلمان - جسر الشيخ خليفة بن سلمان - معهد الشيخ خليفة بن سلمان للتكنولوجيا - مدينة الشيخ خليفة الرياضية |

## جوائز تحمل اسمه
جائزة الشيخ خليفة بن سلمان آل خليفة للتفوق الصناعي
انطلقت جائزة الشيخ خليفة بن سلمان آل خليفة للتفوق الصناعي سنة 1997 وشكلت بلورة لأول عملية تقويم علمي لنشاط المؤسسات الصناعية على اختلافها وأنواعها. وبرنامج الجائزة مدرج في أعمال برنامج وزارة الصناعة ضمن برنامج الحكومة والبرنامج متحرك يتم تغذيته بأي معلومات مستجدة حول ظروف ترشيح المؤسسات الصناعية بأحجامها الصغيرة والمتوسطة والكبيرة. وهي آلية مستمرة في اتجاه تيسير التأهيل والترشيح لهذه الجائزة بحسب آليات التقويم المتعمدة. وتأمل وزارة الصناعة أن تستمر هذه الجائزة في ترسيخ رافد مهم لدعم التنمية الصناعية التي تسعى الوزارة إلى ترقيتها ضمن أعمالها لتجذير قطاع صناعي ديناميكي ومنتج يتطور ويدوم ويأخذ نصيبه في سلم التقدم والتنمية الاقتصادية.
جائزة الشيخ خليفة بن سلمان آل خليفة للتميز في الأداء التعليمي
تم إنشاء الجائزة بمبادرة وتوجيهات من الشيخ خليفة للارتقاء بمستوى الممارسات والخدمة التعليمة وجودة الخريج ونشر ثقافة الجودة والتميز لتطوير التعليم في مملكة البحرين بصورة مستمرة. صدر بعد ذلك قرار وزاري رقم 202\م ع ن 2003 بتشكيل اللجنة العليا للجائزة برئاسة ماجد بن علي النعيمي وزير التربية والتعليم وعضوية وكيل الوزارة والوكلاء المساعدين ويكون المقرر لها هو رئيس لجنة التقييم للجائزة غازي أحمد الشكر.

## معرض الصور

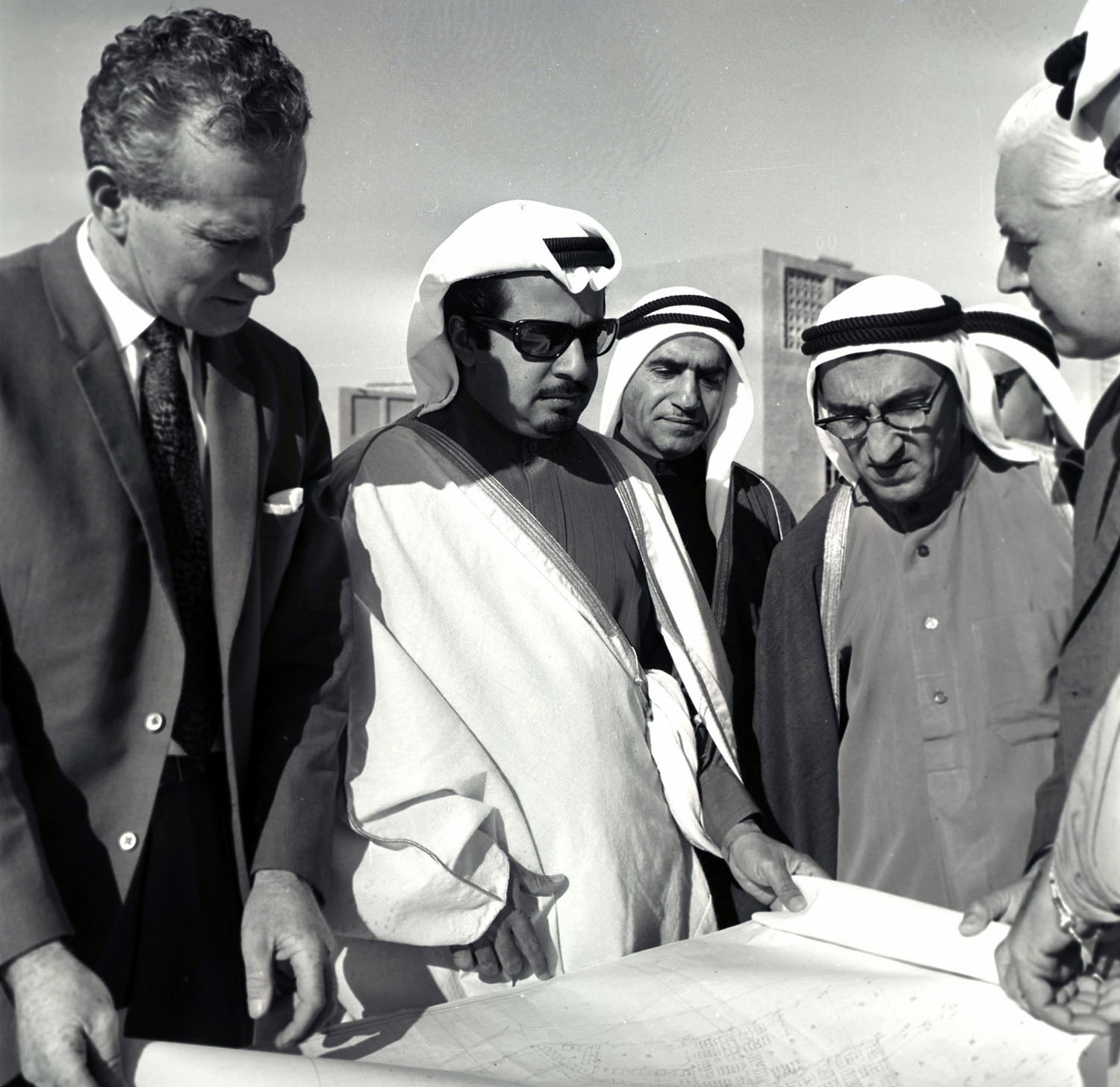
صاحب السمو الملكي الأمير خليفة بن سلمان آل خليفة يتفقد مدينة عيسى عام 1965م

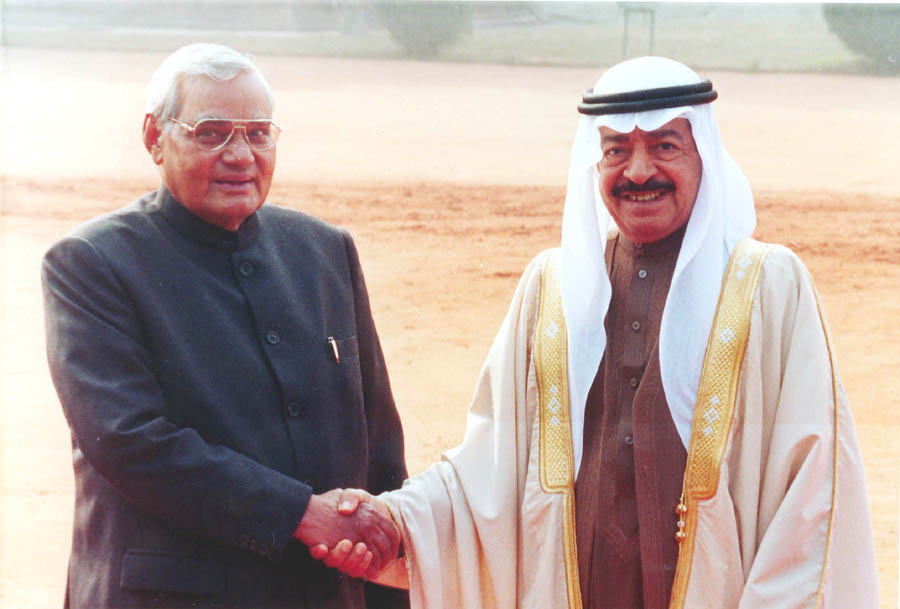
صاحب السمو الملكي خليفة بن سلمان آل خليفة في استقباله من قبل رئيس الوزراء الهندي السيد شري أتال بيهاري فاجبايي في حفل استقبال في نيودلهي في 13 يناير 2004م.

## كتب عنه
| اسم الكتاب                           | المؤلف      | عدد الصفحات | سنة النشر |
| ------------------------------------ | ----------- | ----------- | --------- |
| خليفة بن سلمان رجل وقيام دولة        | توفيق الحمد | 353         | 1996      |
| الشقيقان والسنوات الصعبة             | توفيق الحمد | 553         | 2000      |
| خليفة بن سلمان قيادة متميزة          |             |             | 1997      |
| من أجل البحرين                       |             |             | 2000      |
| نصف قرن من العطاء                    | توفيق الحمد |             | 2002      |
| عروبة البحرين.. الأمير.. والإمبراطور | توفيق الحمد |             | 2017      |